# Opalenica Wiatraki
Opalenica Wiatraki – nieczynny przystanek kolejowy kolei normalnotorowej w Opalenicy, w województwie wielkopolskim, w Polsce. Został otwarty w 1881 roku razem z linią kolejową z Grodziska Wielkopolskiego do Opalenicy. W 1994 roku linia ta została zamknięta. W 2010 roku tory na tym odcinku zostały rozebrane.